# Амбарцумян Офелія Карпівна
Амбарцумян Офелія Карпівна (вірм. Օֆելիա Համբարձումյան; 9 січня 1925, Єреван — 13 червня 2016) — вірменська співачка, народна артистка Вірменської РСР (1959).

## Біографія
Офелія Амбарцумян народилася в Єревані. Закінчила музичне училище ім. Романоса Мелікяна, після чого була запрошена в ансамбль народних інструментів радіо. Крім інших виконувала твори Саят-Нови. Нагороджена Орденом Святого Месропа Маштоца за найбільший внесок в вірменське пісенне мистецтво.

### Нагороди
- Орден Святого Месропа Маштоца (2009) — за внесок в вірменське пісенне мистецтво.

### Фільми за участю Офелії Амбарцумян
- Документальний фільм. Солов'ї. 1974 р., студія т/ф «Єреван».
- Співає Офелія Амбарцумян. 1985 року студія т/ф «Єреван» (Фільм — концерт).

#### Різне
Донька — співачка Татевік Оганесян.